# Laura Boldrini
Laura Boldrini (n. 28 aprilie 1961, Macerata, Marche, Italia) este o politiciană italiană.